# Jalance
Jalance (Valencianisch: Xalans) ist eine Gemeinde (municipio) in der spanischen Provinz Valencia mit 803 Einwohnern (Stand: 2024).

## Geografie
Jalance liegt im Landesinneren der Valencianischen Gemeinschaft am Río Júcar (valencianisch: Xúquer) in einer Höhe von ca. 455 m. Valencia befindet sich ca. 75 Kilometer in ostnordöstlicher Richtung.

## Demografie
| 2028 | 2197 | 2551 | 1503 | 1577 | 1174 | 1057 | 993 | 795 |

## Sehenswürdigkeiten
- Don-Juan-Höhle
- Burganlage von Jalance
- Michaeliskirche (Iglesia de San Miguel Arcángel)
- Michaeliskapelle

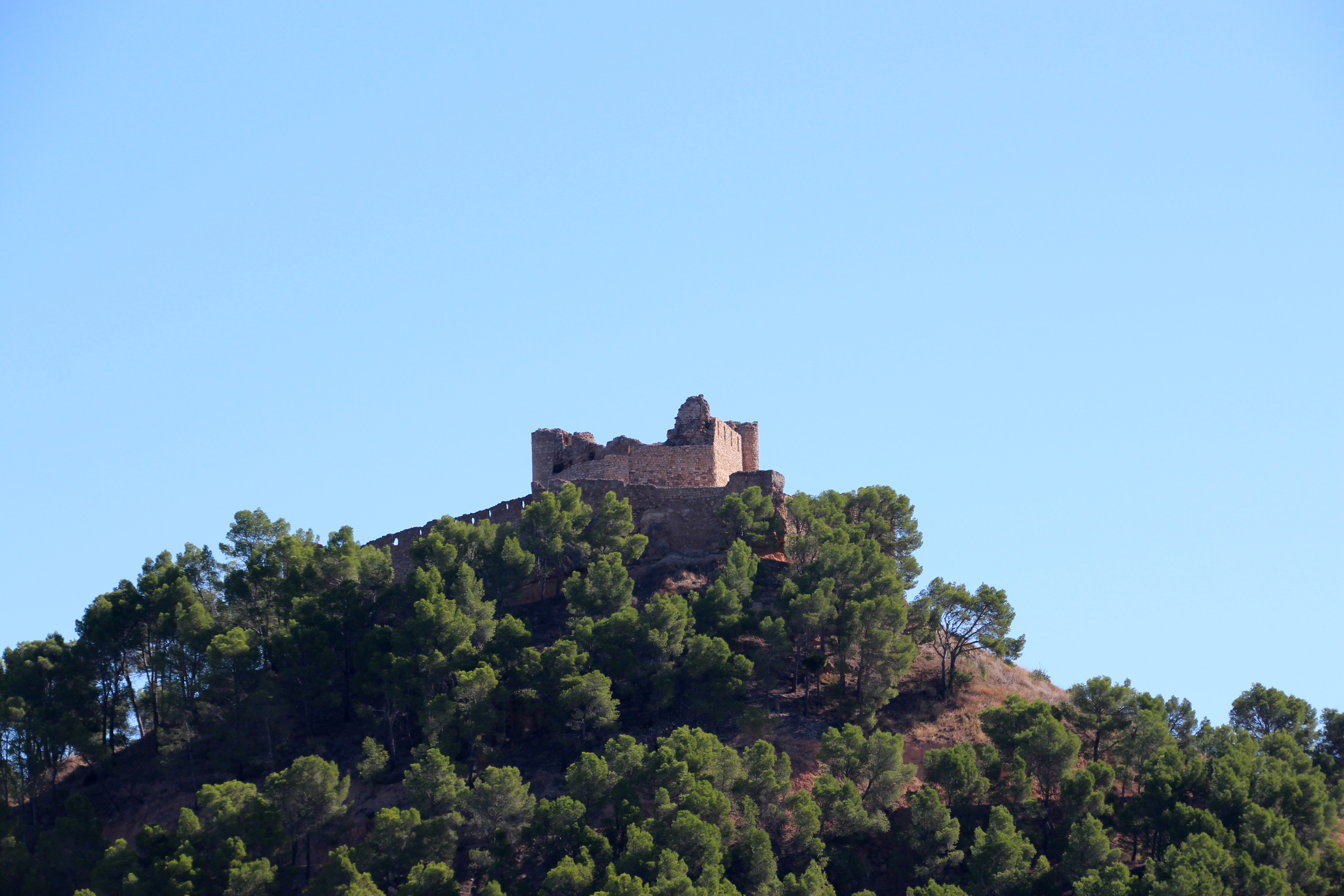
Burg von Jalance